# مانوئل فرناندز (بازیکن فوتبال، زاده ۱۹۲۲)
مانوئل فرناندز (انگلیسی: Manuel Fernandez; ۱ فوریهٔ ۱۹۲۲ – ۹ ژانویهٔ ۱۹۷۱) بازیکن فوتبال اهل فرانسه بود.
از باشگاه‌هایی که در آن بازی کرده‌است می‌توان به باشگاه فوتبال سن-اتین، باشگاه فوتبال کلرمون فوت، و باشگاه فوتبال لانس اشاره کرد.